# Odontologiska studentkåren
Odontologiska studentkåren i Malmö grundades strax efter att Tandläkarhögskolan i Malmö öppnat 1948, men då i form av en förening. Odontologiska föreningen fick status som studentkår efter beslut av Universitetskanslerämbetet 17 april 1972. Kåren har i Malmö ca 300 medlemmar. De utbildningar på Malmö universitet som är knutna till studentkåren är tandläkarutbildningen, tandhygienistutbildningen och tandteknikerutbildningen.
Odontologiska studentkåren leds av en styrelse med övergripande ansvar för organisationen. Under sig har styrelsen fem föreningar, sexmästeriet, kulturföreningen, idrottsföreningen, näringslivsföreningen och internationella föreningen. Under dessa föreningar finns sedan 6 utskott med vardera en ordförande. En kårtidning, Apollonia, utkommer med ca 4-6 nummer per år och distribueras till föreningens alla medlemmar.
Odontologiska studentkåren i Malmö har förutom sin viktiga roll som studeranderepresentant för utbildningarna på skolan också traditionellt tagit en aktiv roll i studentlivet på tandvårdshögskolan. Man främjar studentikosa sammanhang, vilket medfört en stor aktivitet på högskolan i förhållande till skolans storlek.

## Styrelse
Styrelsen består av ordförande, vice ordförande, ekonomiansvarig, näringslivsansvarig, utbildningsbevakare, sekreterare, PR-ansvarig och två ledamöter. Sedan 2020 har även sexmästaren en post i styrelsen. De ansvarar för ekonomi, sociala medier, studentrepresentation, gästföreläsningar, kårtraditioner och eventuella spontana aktiviteter.

## Föreningar
Efter en omarbetning av studentkårens stadgar stod det klart 2020 att man skulle införa föreningar istället för vissa utskott. Därför har nu kåren fem olika föreningar under sig.
- Sexmästeriet ansvarar för After Clinic och sammankomsterna.
- Kulturföreningen håller i och ordnar fram biljetter till diverse kulturella arrangemang.
- Idrottsföreningen ansvarar för idrottsaktiviteter varje vecka, även fotbollslaget BK Käftis och Odontologiska Studentkårens lådcykel.
- Internationella föreningen tar hand om utbytesfrågor och kontakt med andra internationella skolor.
- Näringslivsföreningen planerar och anordnar gästföreläsningar samt en årlig mässa med företag inom tandvården.

## Utskott
- Apollonia, redaktionen som skriver och ger ut kårtidningen Apollonia.
- Balkommittén anordnar en bal varje vår på grand hotell i Lund.
- Alpinutskottet ansvarar för att anordna en skidresa under v.3 varje år.
- Insparkskommittén ansvarar för mottagningen av de nya studenterna varje höst.
- Kofferdamerna är en dansgrupp bestående av kvinnliga studenter som ger föreställningar i olika studentikosa firanden.
- Diastämman är skolans kör. Kören startades 2009 av Jaqueline Subraian.

## Inaktiva utskott
- Pulpahornen – Studentkåren har sedan 1961 en blåsorkester, Pulpahornen.
- Parodiit

## Grupper
- Bryggerigruppen

## Odontologiska studentkårens ordförande[2]
- 1946–1948 – Torsten Kjellblom
- 1948–1949 – Åke Harle
- 1949–1950 – Kjell Mårtensson
- 1950–1951 – Sture Isaksson
- 1951–1953 – Leslie Sorling
- 1953–1954 – Bertil Lindén
- 1954–1955 – Bo Nilsson

- 1955–1956 – Karl-Axel Svenningsson
- 1956–1957 – Ingemar Råhnlund
- 1957–1958 – Lars Molin
- 1958–1959 – Per Widerberg
- 1959–1960 – Bo Ardhe
- 1960–1961 – Runo Cronström
- 1961–1962 – Ulf Kewenter
- 1962 (HT) – Yngve Östberg
- 1963 – Bertil Åhman
- 1964 – Bengt Möller
- 1965–1966 – Kjell Kärrbrink
- 1966–1967 – Jonas Gyllenberg
- 1967–1968 – Rolf Lövgren
- 1968–1969 – Krister Nilsson (Nilner)
- 1969–1970 – Niels Karlinder
- 1970–1971 – Tord Gustafsson
- 1971–1972 – Christer Persson
- 1972–1974 – Bo Rosenqvist
- 1974–1976 – Björn Klinge
- 1977 – Torolf Ståhlman
- 1978 – Jonas Orrling
- 1979 – Torgny Alstad
- 1980 – Kjell Ahnstedt
- 1981 – Cecilia Richter
- 1982 – Raymond Svensson
- 1983 – Johan Hultén
- 1984 – Tommy Valtersson
- 1985 – Bengt-Olof Nilsson
- 1986 – Bo Andersson
- 1987 – Eva Eriksson
- 1988–1989 – Studentkårens verksamhet ligger nere
- 1990 – Viveca Wallin
- 1991–1992 – Fredrik Andersson
- 1993 – Christel Larsson
- 1994 – Henrik Jansson
- 1995 – Anders Ramenius
- 1996 – Carolina Jönsson
- 1997 –
- 1998 – Christer Wihlborg
- 1999 – Thomas Alfredsson

- 2000 – Helena Christell
- 2001 – Niklas Nordahl
- 2002 – Mikael Jurman
- 2003 –

- 2004 – Arvid Salonen
- 2005 – My Murray
- 2006 – Varojan Sepanian
- 2007 – Aleksandar Milosavljevic
- 2008 – Ola Lindström
- 2009 – Axel Fredell
- 2010 – Linn Nurmi
- 2011 – Eddie Nilsson
- 2012 – Philip Arneryd
- 2013 – Felicia Larsdotter
- 2014 & 2015 – Marcus Olandersson
- 2016 – Anna Eklund
- 2017 – Stephanie Pekarski
- 2018 – Annika Nilsson
- 2019 – Nikola Stanisic
- 2020 & 2021 – Matin Farzad
- 2022 – Mani Heidari
- 2023 – Hajrija Felec
- 2024 – Patrick Amiri
- 2025 – Ellinor Jönsson